# 巴图塔站
巴图塔站是位于内蒙古自治区鄂尔多斯市伊金霍洛旗巴图塔的一个铁路车站，邮政编码17205。车站建于1989年，有包神铁路经过该站，现仅办理货运，不办理客运业务。车站距离包头东站154公里，隶属包神铁路公司，是三等站。